# Joan Hickson
Joan Hickson (5. august 1906 – 17. oktober 1998) var en engelsk skuespillerinde.
Hun er mest kendt som personificeringen af forfatterinden Agatha Christies romanfigur, Miss Jane Marple, takket være BBC's TV-serie Miss Marple, der kørte fra 1984-1992.